# Ana Gallay
Ana María Gallay (* 16. Januar 1986 in Nogoyá) ist eine argentinische Beachvolleyballspielerin.

## Karriere
Gallay trat 2007 bei ihrem ersten FIVB-Turnier in Fortaleza mit Mariela Celestina Duce an und erreichte Platz 41. Von 2010 bis 2013 bildete sie ein Duo mit María Virginia Zonta. Die beiden Argentinierinnen entwickelten sich in den folgenden Jahren zum erfolgreichsten Team ihres Landes und erzielten auch bei südamerikanischen Turnieren einige vordere Platzierungen. Sie nahmen 2011 und 2012 an den Brasília Open sowie 2012 am Turnier in Sanya teil, kamen dabei aber nicht über den 41. Platz hinaus. Über den Continental Cup qualifizierten sich Gallay/Zonta für die Olympischen Spiele in London. Dort traten sie als einziges weibliches Duo ihres Landes in der Vorrunde unter anderem auf die späteren Silbermedaillengewinnerinnen Kessy/Ross aus den USA. Sie konnten in ihren drei Gruppenspielen jedoch keinen Satz gewinnen und mussten sich nach der Vorrunde verabschieden. 2013 gewannen Gallay/Zonta das erste Turnier der Continental Tour in Chile. Bei den folgenden Turnieren der Tour belegten sie die Plätze zwei bis vier. Außerdem kamen sie beim Grand Slam in Corrientes auf den 17. Rang. Nach einem fünften Platz beim Continental Cup trennten sich die beiden.
Von Juni 2013 bis 2017 bildete Gallay mit der ehemaligen Hallen-Nationalspielerin Georgina Klug ein neues Team. Bei der kontinentalen Tour erreichten sie 2013 und 2014 fast immer das Finale und auch bei der FIVB World Tour hatten sie einige Top-Ten-Platzierungen. Bei den Panamerikanischen Spielen 2015 in Toronto gewannen sie die Goldmedaille. Gallay/Klug konnten sich sowohl für die WM 2015 in den Niederlanden als auch für die Olympischen Spiele 2016 in Rio de Janeiro qualifizieren, schieden allerdings jeweils nach der Vorrunde aus. Nach dem Karriereende von Georgina Klug spielte Gallay Ende 2017 wieder an der Seite von María Virginia Zonta, mit der sie bei der WM in Wien die Hauptrunde erreichte und hier gegen die Brasilianerinnen Larissa/Talita ausschied.
Von 2018 bis 2023 war Fernanda Pereyra ihre Partnerin. Auf der kontinentalen Tour erzielten die beiden Argentinierinnen 2018 ausnahmslos Top-Ten-Ergebnisse und wurden am Ende in Lima südamerikanische Vizemeisterinnen. Auf der FIVB World Tour 2018 war ein 17. Platz in Espinho (vier Sterne) ihr bestes Ergebnis. Bei einem Gastspiel auf der deutschen Techniker Beach Tour 2018 gewannen sie das Turnier in Sankt Peter-Ording und wurden in Leipzig Fünfte. Anfang 2019 wurden sie bei den Südamerika-Turnieren jeweils mindestens Dritte. Gallay/Pereyra qualifizierten sich für die WM 2019 in Hamburg, wo sie in der ersten K.o.-Runde scheiterten. Bei der FIVB World Tour 2019 war ein neunter Platz in Espinho ihr bestes Ergebnis. Anschließend gewannen sie bei den Panamerikanischen Spielen in Lima die Silbermedaille. 2021 wurden Gallay/Pereyra erneut südamerikanische Vizemeisterinnen und qualifizierten sich über den Continental Cup für die Olympischen Spiele in Tokio. Gallay/Pereyra nahmen auch an den Weltmeisterschaften 2022 und 2023 teil.
Nach dem Karriereende von Pereyra spielte Gallay 2024 an der Seite von Brenda Churin.